# ديفيد ألان كو
ديفيد ألان كو (بالإنجليزية: David Allan Coe)‏ هو مغن مؤلف ومغني وموسيقي أمريكي، ولد في 6 سبتمبر 1939 في آكرون في الولايات المتحدة.

## وصلات خارجية
- الموقع الرسمي
- ديفيد ألان كو على موقع IMDb (الإنجليزية)
- ديفيد ألان كو على موقع ميوزك برينز (الإنجليزية)
- ديفيد ألان كو على موقع إن إن دي بي (الإنجليزية)
- ديفيد ألان كو على موقع أول ميوزيك (الإنجليزية)
- ديفيد ألان كو على موقع ديسكوغز (الإنجليزية)
- ديفيد ألان كو على موقع قاعدة بيانات الفيلم (الإنجليزية)